# Marie Giese
Marie Sophie Natalie Giese, verheiratete Itzenplitz, (* um 1830 in Wulflatzke, Kreis Neustettin; † 25. November 1914 in Berlin) war eine deutsche Schriftstellerin.

## Leben
Marie Giese wurde etwa 1830 in Wulflatzke, Kreis Neustettin als Tochter des dortigen Predigers Samuel Friedrich Giese und dessen Ehefrau Emilie Holdine Floragunde, geb. Vanselow, geboren. In den 1860er und 1870er Jahren schrieb sie zahlreiche Novellen und Geschichten, die überwiegend vom Verlag Otto Jahnke in Berlin herausgegeben wurden. Ebenfalls betätigte sie sich als Übersetzerin literarischer Werke ausländischer Künstler. Am 18. Mai 1874 wandte sie sich erstmals wegen seit „mehreren Jahren“ bestehender „immerwährender Krankheitszustände“ an die Deutsche Schillerstiftung mit der Bitte um Unterstützung, die ihr durch eine Einmalzahlung in Höhe von 150 Talern zuerkannt wurde. Nach dem Tod ihres Ehemannes, des Bildhauers Adolf Itzenplitz, wandte sie sich erneut mit der Bitte um finanzielle Unterstützung an die Stiftung. Bis zu ihrem Tode wurde sie dann dauerhaft von der Deutschen Schillerstiftung alimentiert.
Verwandtschaftliche Beziehungen bestanden zum Professor und Direktor des Stettiner Stadtgymnasiums, Hugo Karl Heinrich Lemcke, der mit einer Antonie Mathilde Wilhelmine Giese (* 8. Dezember 1840 in Wulflatzig, Kreis Neustettin) verheiratet war. Er unterrichtete die Schillerstiftung in einem Brief vom 19. Dezember 1914 über den Tod der Schriftstellerin.
Freundschaftliche Beziehungen pflegte Marie Giese mit der aus Stralsund stammenden Berliner Malerin Antonie Biel, die für sie eine Illustration zur Novelle „Eva“ lieferte. Eine weitere Freundin war die aus Bergen stammende Komponistin Gustava Bley, die zu Marie Giese und Antonie Biel schreibt: „Vor zweiundvierzig Jahren verlebte ich meinen Geburtstag im Hause des Bildhauers Itzenplitz, dessen Gattin die Novellenschriftstellerin Marie Giese, meine Bekannte war. Mit der bekannten Malerin Antonie Biel, der Tante unseres Herrn Biel in Bergen, war sie befreundet, und beide Damen arbeiteten zusammen an einem Rügen-Album.“ Wahrscheinlich kam es nicht mehr zu einer Veröffentlichung, Antonie Biel verstarb bereits im Jahre 1880.

## Werke
- Es ist bestimmt in Gottes Rath, Erzählung, Deutsche Romanzeitung, Jg. 5, Band 2, 1868.[4].
- Die Frau Meisterin und ihr Sohn, Erzählung, Verlag Otto Jahnke, Berlin 1870.[5]
- Eva, Novelle, 1871,[6]
- Bizarre Geschichten, 1870,[7]
- Der Kleine Probst, Erzählung, Verlag Otto Jahnke, Berlin 1872[8]
- Feuerproben, Novellen, Verlag Schulze, 1881.[9]
- Neue Novellen. Gebr. Paetel, Berlin 1886.[10]
- Ihr letzter Tanz und andere Novellen, 1909.
- Der Erbe von Old Court, Roman von W. H. Ainsworth, aus dem Englischen übersetzt von Marie Giese, Verlag Otto Jahnke Berlin 1868[11]
- Chandos, Roman von Ouida, Aus dem Englischen übersetzt von Marie Giese, Verlag Otto Jahnke Berlin 1867[12]